# Pachycondyla castaneicolor
Pachycondyla castaneicolor es una especie de hormiga endémica de Nueva Zelanda, especialmente extendida en la Isla Norte. Esta especie está íntimamente emparentada con la Pachycondyla castanea, también endémica de Nueva Zelanda. Son una especie depredadora, y poseen un aguijón venenoso.

## Características
Como todas las Pachycondyla, poseen mandíbulas triangulares, con pequeños dientes en la parte interior. Tienen dos espolones en sus patas traseras, y sus antenas están segmentadas en 12 segmentos. Las obreras tienen una longitud entre 5,5 y 6,4 mm, y son de color marrón anaranjado. Sus reinas son aladas.
Son huidizas, aunque se han reportado picaduras a personas si ven amenazado el nido. Forman colonias muy pequeñas, probablemente sin superar el centenar de ejemplares.
A diferencia de sus hermanas del mismo género, P. castanea, muestran preferencia por los espacios abiertos, por lo que es frecuente encontrarlas en jardines.